# Rhodolfo
Luiz Rhodolfo Dini Gaioto, meglio noto come Rhodolfo (Bandeirantes, 11 agosto 1986), è un ex calciatore brasiliano, di ruolo difensore.
Possiede il passaporto italiano.

## Caratteristiche tecniche
Difensore centrale completo, molto dotato fisicamente.

## Carriera
Durante la sua carriera ha vestito le maglie dell'Atlético Paranaense, squadra in cui ha giocato dal 2006, e del San Paolo, squadra nella quale si è trasferito nel febbraio 2011.Nell'estate dell 2017 e passato al flamengo a titolo definitivo.

## Palmarès

### Competizioni statali
- Campionato Paranaense: 1

Atlético Paranaense: 2009

### Competizioni nazionali
- Campionato turco: 2

Beşiktaş: 2015-2016, 2016-2017
- Campionato brasiliano: 1

Flamengo 2019

### Competizioni internazionali
- Coppa Sudamericana: 1

San Paolo: 2012
- Coppa Libertadores: 1

Flamengo: 2019